# Alex DeJohn
Alex DeJohn, född 10 maj 1991 i Marlboro, är en amerikansk fotbollsspelare som spelar för Atlanta United.

## Karriär
I februari 2017 värvades DeJohn av Dalkurd FF, där han skrev på ett tvåårskontrakt. I januari 2019 värvades DeJohn av amerikanska Orlando City.
Den 9 februari 2021 värvades DeJohn av USL Championship-klubben Pittsburgh Riverhounds. Dock skrev han en månad senare, den 12 mars, på för Major League Soccer-klubben Atlanta United.